# HALF (斉藤和義のアルバム)
『HALF』（ハーフ）は、斉藤和義のミニ・アルバム。2000年11月29日発売。発売元はSPEEDSTAR RECORDS。規格品番：VICL-60664。2008年9月17日にSHM-CDにて再発売された。規格品番：VICL-63028。

## 解説
雪景色がジャケット写真に起用された、ミニ・アルバム。シングルA/B面曲を含まず、全て新曲で構成されている。20世紀最後の公式リリース作品となった。
歌詞カードはブックレット型でなく、折り畳んだ4つ折の紙に掲載されている。
2008年9月17日に、特殊なCDプレーヤーでなくても高音質再生が可能とされるスーパー・ハイ・マテリアルCDで発売された。初回生産限定のデジパック仕様で、同日発売のCD-BOX『斉藤和義15周年アニバーサリーBOX』（VIZL-302）にも収められている。

## 収録曲
| 全作詞・作曲・編曲: 斉藤和義。 |                |          |            |      |
| #                              | タイトル       | 作詞     | 作曲・編曲 | 時間 |
| 1.                             | 「Mojo Life」  | 斉藤和義 | 斉藤和義   | 3:46 |
| 2.                             | 「古い話」     | 斉藤和義 | 斉藤和義   | 2:44 |
| 3.                             | 「アネモネ」   | 斉藤和義 | 斉藤和義   | 4:12 |
| 4.                             | 「白黒」       | 斉藤和義 | 斉藤和義   | 3:39 |
| 5.                             | 「Jackpot」    | 斉藤和義 | 斉藤和義   | 4:32 |
| 6.                             | 「ユーモアで」 | 斉藤和義 | 斉藤和義   | 3:45 |
| 合計時間:                      | 合計時間:      | 22:38    |            |      |

## 関連作品
- Mojo Life

十二月 〜Winter Caravan Strings〜 - ライヴ音源
黒盤 - スタジオ音源
- 古い話

白盤 - スタジオ音源